# Campylophlebia magnifica
Campylophlebia magnifica är en insektsart som beskrevs av Mclachlan 1891. Campylophlebia magnifica ingår i släktet Campylophlebia och familjen fjärilsländor. Inga underarter finns listade i Catalogue of Life.